# Makrucha
Makrucha (ros. Макруха) – wieś (ros. деревня, trb. dieriewnia) w zachodniej Rosji, w osiedlu wiejskim Katynskoje rejonu smoleńskiego w obwodzie smoleńskim.

## Geografia
Miejscowość położona jest w dorzeczu Dniepru, 2,5 km od drogi magistralnej M1 «Białoruś», 18 km od centrum administracyjnego osiedla wiejskiego (Katyń), 40,5 km od Smoleńska.

## Demografia
W 2010 r. miejscowość liczyła sobie 13 mieszkańców.